# Open smart grid protocol
Open Smart Grid Protocol (OSGP) — це сімейство специфікацій, опублікованих Європейським інститутом телекомунікаційних стандартів (ETSI), які використовуються разом із стандартом управління мережами ISO/IEC 14908 для застосувань розумних енергосистем. OSGP оптимізовано для забезпечення надійної та ефективної доставки командної та керуючої інформації для розумних лічильників, модулів прямого керування навантаженням, сонячних панелей, шлюзів та інших пристроїв розумних енергосистем. Понад 5 мільйонів розумних лічильників і пристроїв на основі OSGP розгорнуто у всьому світі, це один із найбільш широко використовуваних мережевих стандартів розумних лічильників і пристроїв розумних енергосистем.

## Рівні протоколу та особливості
OSGP дотримується сучасного структурованого підходу, заснованого на моделі протоколу OSI, щоб відповідати зростаючим викликам розумної енергосистеми. На прикладному рівні ETSI TS 104 001 забезпечує табличну модель даних, частково на основі стандартів ANSI C12.19 / MC12.19 / 2012 / IEEE Std 1377 для таблиць даних кінцевих пристроїв постачальників і ANSI C12.18. / MC12.18 / IEEE Std 1701, стандарт специфікації протоколу для оптичного порту ANSI типу 2 для його послуг та інкапсуляції корисного навантаження. Ця стандартна та командна система, яка забезпечує не тільки розумні лічильники та пов’язані дані, але й розширення загального призначення на інші пристрої розумної мережі.
ETSI TS 104 001 — це оновлена версія специфікації прикладного рівня, яка включає розширені функції безпеки, включаючи шифрування AES 128, і замінює попередню версію ETSI GS OSG 001.
OSGP розроблено, щоб бути дуже ефективним щодо пропускної здатності, що дозволяє йому пропонувати високу продуктивність і низьку вартість, використовуючи середовища з обмеженою пропускною здатністю, такі як лінія електропередачі. Наприклад, подібно до того, як SQL забезпечує ефективну та гнучку мову запитів до баз даних для корпоративних програм, OSGP забезпечує ефективну та гнучку мову запитів для пристроїв розумної енергосистеми. Як і в SQL, OSGP підтримує читання та запис окремих атрибутів, кількох елементів або навіть цілих таблиць. Як інший приклад, OSGP включає в себе можливості для системи адаптивної, направленої мережі, яка дозволяє будь-якому пристрою OSGP служити повторювачем повідомлень, додатково оптимізуючи використання пропускної здатності, повторюючи лише ті пакети, які потрібно повторити. OSGP також включає аутентифікацію та шифрування для всіх учасників обміну, щоб захистити цілісність і конфіденційність даних, як це потрібно в розумній енергосистемі.
Проміжні рівні стеку OSGP використовують стандарт мереж керування ISO/IEC 14908, випробуваний у багатьох застосуваннях, які широко використовуються в розумних енергосистемах, розумних містах і розумних будівлях із понад 100 мільйонами пристроїв, розгорнутих у всьому світі. ISO/IEC 14908 високо оптимізований для ефективних, надійних і масштабованих мережевих керівних застосувань. Низькі накладні витрати відповідно до стандарту ISO/IEC 14908 дозволяють йому забезпечувати високу продуктивність, не вимагаючи високої пропускної здатності. Оскільки він заснований на ISO/IEC 14908, який не залежить від середовища, OSGP має можливість використовуватися з будь-яким поточним або майбутнім фізичним середовищем передачі. OSGP сьогодні використовує ETSI TS 103 908 (PowerLine Telecommunications) як свій фізичний рівень. Незважаючи на те, що це новий стандарт, продукти, які відповідають ETSI TS 103 908 до його офіційного прийняття, були на ринку протягом багатьох років, і було розгорнуто понад 40 мільйонів розумних лічильників і мережевих пристроїв.
У 2020 році IEC затвердила та опублікувала міжнародний стандарт (IEC 62056-8-8), що визначає профіль зв’язку OSGP для набору стандартів DLMS/COSEM.
Крім того, CEN/CENELEC схвалив і опублікував стандарт (CLC/TS 50586) для OSGP, який описує його модель інтерфейсу даних, комунікацію на рівні програми, функціональні можливості управління та механізм безпеки для обміну даними з пристроями розумної мережі.
Обидва ці стандарти були частиною результатів мандату ЄС щодо розумного вимірювання M/441 та його рішення, яке визначає OSGP як один із протоколів, які можна використовувати для розгортання розумних лічильників в Європі.
Також важливо визначити взаємодію між інформаційними системами та застосуваннями, і це необхідно забезпечити незалежно від фізичних рівнів. Це досягається за допомогою NTA 8150, який визначає протоколи вебсервісів вищого рівня (наприклад, SOAP і xml). NTA 8150 складається з двох частин; 1) API системного програмного забезпечення, опис архітектури та API для AMI; 2) Використання API для кожного випадку використання, опис конкретних випадків використання AMI, як приклади.

## Стандарти
OSGP побудовано на наступних відкритих стандартах.
- ETSI Technical specification TS 104 001: Open Smart Grid Protocol.[2] Цей протокол прикладного рівня, розроблений Технічним комітетом ETSI з телекомунікацій Powerline (TC PLT), можна використовувати з кількома засобами зв’язку.
- ISO/IEC 14908-1: Information technology—Control network protocol—Part 1: Protocol stack.[3] Цей стандарт, опублікований ISO/IEC JTC 1/SC 6, визначає багатоцільовий стек мережевих протоколів керування, оптимізований для додатків розумних енергосистем, розумних будівель та розумних міст.
- ETSI Technical specification TS 103 908: Powerline Telecommunications (PLT);[4] Вузькосмуговий канал електропередачі BPSK для додатків інтелектуального вимірювання. Ця специфікація визначає високопродуктивний вузькосмуговий канал електропередачі для керування мережею в розумній енергосистемі, який можна використовувати з кількома пристроями розумній енергосистемі. Він був розроблений Технічним комітетом ETSI з телекомунікацій Powerline (TC PLT).
- IEC 62056-8-8:[5][6] Цей стандарт визначає профіль зв’язку OSGP і ISO/IEC 14908 на основі стеків нижнього рівня OSGP як частину серії IEC 62056 DLMS/COSEM Suite.
- CLC/TS 50586:[7] Цей стандарт описує модель інтерфейсу даних OSGP, комунікацію на рівні програми, функціональні можливості управління та механізм безпеки для обміну даними з пристроями інтелектуальної мережі.
- ANSI C12.19:[8] Цей стандарт (як і його супутні стандарти MC12.19[9] і IEEE Std 1377™) концепції, типи даних, а також основні таблиці та процедури були відображені в розділі 6 «Представлення даних пристрою OSGP» і нормативному додатку A «Основні таблиці» в ETSI. Технічна специфікація ТС 104 001.
- ANSI C12.18:[10] (як і супутні стандарти MC12.18 [11] та IEEE Std 1701™ ) послуги та інкапсуляція корисного навантаження були відображені в пункті «Основні послуги OSGP» у технічній специфікації ETSI TS 104 001.
- NTA 8150 Part 1:[12] Цей стандарт визначає API системного програмного забезпечення, опис архітектури та API для AMI
- NTA 8150 Part 2:[13]  Цей стандарт визначає використання API для кожного випадку використання, опис конкретних випадків використання AMI, як приклади.

OSGP підтримується OSGP Alliance (раніше відомим як Energy Services Network Association), неприбутковою корпорацією, що складається з комунальних підприємств, виробників та системних інтеграторів.